# 1800 в Україні

## Особи

### Народились
- 11 березня, Туманський Василь Іванович (1800—1860) — російський чиновник та поет першої половини ХІХ століття.
- 15 березня, Яхимович Теодор (1800—1889) — український митець-маляр, театральний декоратор.
- 6 травня, Роман Адам Санґушко (1800—1881) — офіцер, учасник польського повстання 1830—1831 років.
- 22 вересня, Горбачевський Іван Іванович (1800—1869) — декабрист, підпоручик 8-ї артилерійської бригади.
- 21 жовтня, Матеуш Мйончинський (1800—1863) — граф, польський громадський діяч в Галичині. Член Галицького станового сейму.
- Балабуха Микола Семенович (1800—1881) — купець, київський міський голова у 1847—1851 роках.
- Бурачок Степан Онисимович (1800—1877) — російський літературний критик.
- Зарецький Петро Оникійович (1800 — після 1854) — генерал-майор.
- Степанов Дмитро Іванович (1800—1856) — український художник, майстер художньої порцеляни.

### Померли
- 7 лютого, Анна Яблоновська (1728—1800) — польсько-литовська шляхтянка XVIII сторіччя з роду Сапєг, покровителька науки та мистецтв.
- 7 травня, Вишневський Іван Гаврилович (1746—1800) — член Другої Малоросійської колегії (1764—1776 рр.) в Глухові, полковник.
- Зуся із Аннополя (1719—1800) — хасидський цадик 3 покоління, учень Дов-Бера з Межиріча.
- Ліванов Михайло Георгійович (1751—1800) — один з перших російських ґрунтознавців, професор, дослідник корисних копалин на Донбасі і в Кривому Розі.
- Рогуля Петро (1722—1800) — український іконописець і портретист 18 століття.

## Засновані, створені
- Таращанський повіт
- Церква Перенесення мощей святого Миколая (Шутроминці)
- Костел та склеп-усипальниця Руліковських (Мотовилівка)
- Троїцький собор (Яготин)
- Латинський костел (Київ)
- Августівка (Ічнянський район)
- Барбурське
- Березини
- Болдирівка
- Будки (Немирівський район)
- Бурлацьке (Пологівський район)
- Вапнярки
- Велика Балка
- Велика Козара
- Вернянка
- Верхня Самара
- Висока Гребля
- Вітрівка (Ямпільський район)
- Глинщина
- Гнатівка (Гайсинський район)
- Гранове (Красноградський район)
- Гришкове
- Данилки
- Даньківка (Прилуцький район)
- Дев'ятибратове
- Держанка
- Деркульське
- Діброва (Васильківський район)
- Залісся (Крижопільський район)
- Зеленянка (Крижопільський район)
- Зорівка (Кагарлицький район)
- Казанка (смт)
- Калинівка (Красноградський район)
- Калинка
- Калинівка (Ніжинський район)
- Касянівка (Томашпільський район)
- Козирка (село)
- Лавіркове
- Мала Вільшанка (Золочівський район)
- Моспине
- Нова Тарнавщина
- Новосілки (Кагарлицький район)
- Озерище
- Олександрівка (Семенівський район)
- Орлянське
- Підлісівка (Ямпільський район)
- Покрівка
- Покровське (Красноградський район)
- Придністрянське
- Приморськ (Україна)
- Сухоярівка
- Томашгород (смт)
- Турківка
- Шумин

## Зникли, скасовані
- Ніжинський кірасирський полк